# Janesville (Wisconsin)
Janesville város az USA Wisconsin államában. Lakosainak száma 65 615 fő (2020. április 1.).

## Népesség
A település népességének változása:
| Lakosok száma | 63 575 | 64 128 | 65 615 |
|               | 2010   | 2018   | 2020   |